# Lista över offentlig konst i Köpings kommun
Lista över  offentlig konst i Köpings kommun är en ofullständig förteckning över utomhusplacerad offentlig konst i Köpings kommun.
| Titel                            | Konstnär(er)                                                | Årtal                | Beskrivning                     | Typ - material | Stadsdel/ort | Plats Koordinater                                     | Bild                 |
| -------------------------------- | ----------------------------------------------------------- | -------------------- | ------------------------------- | --- | ------------ | ----------------------------------------------------- | -------------------- |
| Carl Wilhelm Scheele             | Carl Milles                                                 | 1912                 | Staty över Carl Wilhelm Scheele | staty - gjutjärn |              | Scheeleparken koordinater saknas                      | Carl Wilhelm Scheele |
| Scheelevården                    | Olof Ahlberg                                                | 1928                 |                                 | granit |              | Köpings kyrka, södra fasaden koordinater saknas       |                      |
| Richard Dybeck                   | Signe Ehrenborg-Lorichs                                     | 1937                 | Byst över Richard Dybeck        | byst - brons | Odensvi      | Dybecksgården koordinater saknas                      | Richard Dybeck       |
| Dottning Filippa och enhörningen | Signe Ehrenborg-Lorichs                                     | 1953                 |                                 | brons |              | Bivurparken koordinater saknas                        |                      |
| Hallströmsmonumentet             | Edvin Öhrström                                              | 1957                 |                                 | granit |              | Volvogården, Tuleparken, Glasgatan koordinater saknas |                      |
| Martin Sundells minnesmärke      | Astri Bergman-Taube                                         | 1958                 | Minnesmärke över Martin Sundell | granit och brons |              | Strömparken koordinater saknas                        |                      |
| Lokatt                           | Arvid Knöppel                                               | 1964                 |                                 | brons |              | Nyckelbergsskolan koordinater saknas                  |                      |
| Dagfångaren                      | Lars Spaak                                                  | 1966                 |                                 | granit |              | Sveavägen koordinater saknas                          |                      |
| Pojke                            | Wive Larsson                                                | 1967                 |                                 | brons |              | Kihlmansgatan koordinater saknas                      |                      |
| Pojke med flöjt                  | Wive Larsson                                                | 1967                 |                                 | brons |              | Kihlmansgatan koordinater saknas                      |                      |
| Tranor                           | Rune Hannäs                                                 | 1976                 |                                 | gjutjärn |              | Tingshusparken, Esplanaden koordinater saknas         |                      |
| Elektronisk profet               | Ernst Neizvestny                                            | 1984                 |                                 | brons |              | Torggatan 20 koordinater saknas                       |                      |
| Möte - Avsked                    | Atis Zarins                                                 | 1997                 |                                 | granit |              | Mariakajen, Inre hamnen koordinater saknas            |                      |
| Millennieskulpturen              | Kenneth Engström Henrik Hansson Janne Danielsson Köpingsbor | 1999                 |                                 | järn |              | Köpings station koordinater saknas                    | Millennieskulpturen  |
| Cat on the walk 3D               | Anna Svensson                                               | 2008                 |                                 | skulptur - glasfiberarmerad polyester, polyuretanlack, betongfundament belagt med gummiasfalt, markmönster av termoplast |              | Karlbergsskolans skolgård koordinater saknas          |                      |
| Delfinen                         | Allan Ebeling                                               |                      |                                 | gjutjärn |              | Esplanaden, vid ån koordinater saknas                 |                      |
| Theodors torn till Emma          | Backa Carin Ivarsdotter                                     | 2011                 |                                 | |              | Stora torget koordinater saknas                       |                      |
| Fiskarna                         | Birger Häggblom                                             |                      |                                 | |              | Nibbleskolan koordinater saknas                       |                      |
| Jungfru                          | Okänd                                                       | början av 1900-talet |                                 | Gjutjärn |              | Västra Åpromenaden koordinater saknas                 | Jungfru              |
| Minnessten av Olof Palme 1968    | Peter Eklund                                                | 1987                 |                                 | |              | Folkets Hus, huvudentrén koordinater saknas           |                      |